# Чёрный ревун
Чёрный ревун (лат. Alouatta caraya) — примат из семейства паукообразных обезьян.

## Описание
Выражен половой диморфизм: самки весят в среднем 4,4 кг, тогда как самцы 6,7 кг. Длина тела самок составляет в среднем 49 см, длина тела самцов от 52 до 67 см. Длина хвоста примерно равна длине тела. Окрас шерсти самцов чёрный, самки имеют жёлто-коричневую или оливковую шерсть. У некоторых на шерсти есть отметины красновато-коричневого или тёмно-жёлтого цвета. Детёныши рождаются с золотистым мехом и меняют окрас при взрослении. Хвост длинный, хватательного типа, снизу голый. Лицо также безволосое. Как и остальные ревуны, эти животные имеют уникальный голосовой аппарат, позволяющий им издавать громкие ревущие звуки.

## Распространение
Встречаются на северо-востоке Аргентины, на востоке Боливии, в восточной и южной Бразилии и Парагвае. Вместе с бурым ревуном этот вид является самым южным из всех представителей рода ревуны.

## Поведение
Образуют группы от трёх до девятнадцати особей (в среднем от семи до девяти). На каждые три самца в группе приходится обычно от семи до девяти самок.
Ревуны получили своё название из-за способности издавать громкие ревущие звуки. Эти звуки используются для коммуникации, и могут быть слышны с расстояния в пять километров.
Проводят в дрёме 70 % дня, что делает их одними из самых малоактивных приматов Нового Света. Живут на деревьях, предпочитая сухие леса. В рационе преимущественно листья, а также фрукты. Хвост хватательного типа, используется в качестве дополнительной конечности при перемещении в кронах деревьев. На землю спускаются редко, воду получают, смачивая руки росой и древесными соками и слизывая влагу с рук. Продолжительность жизни до 20 лет.